# Accuser
Gli Accuser sono una band thrash metal tedesca di Siegen, nata nel 1986. Il gruppo si è sciolto una prima volta nel 1996 per poi riunirsi nel 2002. Il 15 luglio 2011 la band ha pubblicato il suo ottavo album in studio intitolato Dependent Domination.

## Formazione

### Formazione attuale
- Frank Thoms - voce, chitarra (1986-1996, 2002-oggi)
- Uwe Schmidt - basso (2002-2003), chitarra (2011-oggi)
- Frank Kimpel - basso (2004-oggi)
- Olli Fechner - batteria (2002-oggi)

### Ex componenti
- Eberhard Weyel - voce, basso (1986-1991)
- Milan Peschel - chitarra, basso (1990-1992)
- Volker Borchert - batteria (1986-1995)
- Thomas Kircher - basso (1986)
- Guido Venzlaff - basso (1993-1995)
- René Schütz - chitarra (1987-1990, 2002-2011)

## Discografia

### Album in studio
- 1987 - The Conviction
- 1989 - Who Dominates Who?
- 1991 - Double Talk
- 1992 - Repent
- 1994 - Reflections
- 1995 - Taken by the Throat
- 2010 - Agitation
- 2011 - Dependent Domination
- 2013 -  Diabolic
- 2016 - The Forlorn Divide
- 2018 - The Mastery

### EP
- 1994 - Confusion/Romance
- 1998 - Experimental Errors

### Demo
- 1986 - Demo
- 2003 - Scartribe
- 2003 - Instrumental Demo
- 2009 - Remain